# Schulbrüder
Schulbrüder sind die Mitglieder von  christlichen Ordensgemeinschaften, Brüderschaften oder christlichen  Vereinigungen, die sich der Erziehung und Ausbildung  Jugendlicher widmen. Zu diesem Zweck gründeten die Brüderschaften  verschiedene Kongregationen von Schulbrüdern, Wohnheime, Freizeitheime und Schuleinrichtungen. Ihre Mitglieder bestehen je nach Organisation aus Klerikern oder Laien oder beiden. 

## Die Entstehung der Schulbrüder
Bereits im frühen 16. Jahrhundert entstanden die ersten christlichen Schuleinrichtungen. 

### Spanien
1597 gründete der Spanier José de Calasanz (1557–1648) die erste kostenfreie Volksschule. 1617 wurde der daraus entstandene Orden der Piaristen gegründet. Sie wirken als Erzieher, Lehrer und Seelsorger und setzen einen Schwerpunkt auf die Gehörlosenseelsorge. 

### Frankreich
Besonders in Frankreich breiteten sich die „Schulorden“, zu denen auch die Schulschwestern zählen, rasant aus. Während der Französischen Revolution erlebten die Schulbrüder einen starken Rückgang, der aber seit dem 19. Jahrhundert eine neue Blüte brachte. Erstmals in ganz Europa und in Amerika sowie in Missionsländern genossen die Bruderschaften ein hohes Ansehen und trieben die Schulausbildung und Evangelisierung voran.
- Jean Baptiste de La Salle (1651–1719) gründete 1679 in Reims für die Armen eine kostenlose Schule und nahm 1681 einige Armenschullehrer in seinem Haus auf. Daraus entstand 1684 die Kongregation der Brüder der christlichen Schulen. Die größte Neuerung war die Aufteilung in Schulklassen und die Erteilung des Unterrichts in der Muttersprache und nicht wie üblich auf Latein.
- 1817 gründete der Franzose Marcellin Champagnat (1789–1840) eine religiöse Bildungsstätte für Jugendliche. Die hieraus entstandenen Maristen-Schulbrüder gründeten 1914 auch Niederlassungen in Deutschland.
- 1817 gründete Pater Guillaume-Joseph Chaminade die Marianisten, die aus Priestern und Laienbrüder bestehen. Die Marianisten tragen kein Ordensgewand, sondern den Ring der Treue und ein besonderes Ansteckkreuz als sichtbares Zeichen der Zugehörigkeit.
- 1819 gründeten der französische Pfarrer  Gabriel Deshayes (1767–1841) und der Generalvikar Jean-Marie de La Mennais (1780–1869) unter dem Namen Schulbrüder von Ploërmel eine weitere Bruderschaft zur christlichen Unterrichtung von jungen Menschen. Die Gründung des Instituts hatte zunächst primär das Ziel, die Tradition der christlichen Schulen in Frankreich, die 1679 durch Jean Baptiste de La Salle gegründet wurden, fortzusetzen.
- 1821 wurden die „Brüder vom Heiligsten Herzen Jesu“, die auch unter der Bezeichnung „Schulbrüder vom Heiligsten Herzen“ bekannt wurden, von Pater André Coindre im Erzbistum Lyon gegründet. Auch ihr Schwerpunkt liegt im Aufbau und der Leitung von Ausbildungs-, Erziehungs- und Schuleinrichtungen.

### Irland
Im Jahr 1802 gründete Edmund Rice nach dem Vorbild der Presentation Sisters die Congregation of Christian Brothers (lateinisch Congregatio Fratrum Christianorum), einen Brüderorden für katholische Schulen. Im selben Jahr eröffnete er die erste Schule in Waterford. Da die Christian Brothers die Spiritualität der Schwestern übernahmen, werden sie oft auch „Presentation Brothers“ genannt oder – zur Unterscheidung von anderen Kongregationen gleichen Namens – auch „Irish Christian Brothers“.

## 20. Jahrhundert
Die Fortentwicklung der Schulbrüder und Schulpriester setzte sich im 20. Jahrhundert fort; sie breiteten sich aus Frankreich kommend weltweit aus. Es wird angenommen, dass heute in über 85 Ländern der Welt fast 50.000 Schulbrüder tätig sind.